# Banu Khadir
Els Banu Khadir són els àrabs de l'Aràbia Saudita d'origen dubtós que no són considerats ni descendents d'Adnan ni de Kahtan. No són per tant una tribu sinó més aviat un grup social. La majoria ocupaven posicions subordinades, com treballadors del camp per compte d'altres. Al començament del segle xx quan Philby va visitar Aràbia, no eren esclaus, però a la cort ocupaven posicions juntament amb esclaus, i formaven el gros de la guàrdia personal d'Abd al-Aziz. Antigament, un Banu Khadir (o khadiri) no es podia casar amb un «àrab pur».